# サイプレス・アベニュー駅
サイプレス・アベニュー駅 (Cypress Avenue) はニューヨーク市地下鉄IRTペラム線の駅である。ブロンクス区モット・ヘイヴンの東138丁目とサイプレス・アベニューの交差点に位置し、6系統が終日停車する。

## 駅構造
| G          | 地上階                     | 出入口 |
| P ホーム階 | 相対式ホーム、右側扉が開く | 相対式ホーム、右側扉が開く |
| P ホーム階 | 南行緩行線                 | ← ブルックリン・ブリッジ-シティ・ホール駅行き（ブルック・アベニュー駅） |
| P ホーム階 | 混雑方向急行線             | ← 平日日中混雑方向：通過 → |
| P ホーム階 | 北行緩行線                 | → 平日午後：パークチェスター駅行き（東143丁目-セント・メアリーズ・ストリート駅） → → 平日午後以外：ペラム・ベイ・パーク駅行き（東143丁目-セント・メアリーズ・ストリート駅） → |
| P ホーム階 | 相対式ホーム、右側扉が開く | |

駅はペラム線が3番街-138丁目駅からハンツ・ポイント・アベニュー駅まで延伸開業した1919年1月7日に開業した。相対式ホーム2面と緩行線2線・急行線1線を有した2面3線の地下駅で、中央の急行線はラッシュ時に<6>系統が通過している。
駅は1960年代にホーム有効長を延長している。また、南北ホーム間は改札内で行き来することはできない。

### 出口
駅の改札口は南北ホームでそれぞれ独立しており、両ホーム西端に改札口がある。それぞれの改札口に回転式改札機ときっぷ売り場、地上への階段2つがあり北行ホーム側は東138丁目とサイプレス・アベニューの交差点と東138丁目とジャクソン・アベニューの交差点の間、東138丁目南側に2つ、南行ホーム側は同交差点間北側に2つ接続している。